# Mathias Graf
Mathias Graf (Dornbirn, 19 gennaio 1996) è uno sciatore freestyle ed ex sciatore alpino austriaco.

## Biografia
Graf, originario di Dornbirn, ha iniziato la sua carriera nello sci alpino: specialista delle prove tecniche attivo dal novembre del 2011, in Coppa Europa ha esordito il 2 gennaio 2015 a Chamonix in slalom speciale, senza qualificarsi per la seconda manche, e ha ottenuto il primo podio il 5 dicembre 2018 a Funäsdalen in slalom gigante (3º). In Coppa del Mondo ha debuttato il 29 dicembre 2018 a Saalbach-Hinterglemm in slalom speciale, senza completare la prova, e ha ottenuto il miglior piazzamento il 26 gennaio 2019 a Kitzbühel nella medesima specialità (18º); il 28 dicembre 2019 ha conquistato il secondo e ultimo podio in Coppa Europa, a Oberjoch in slalom gigante (3º), e il 28 gennaio 2020 ha preso per l'ultima volta il via in Coppa del Mondo, a Schladming in slalom speciale senza completare la prova. La sua ultima gara nello sci alpino è stata lo slalom gigante di Coppa Europa disputato il 7 febbraio 2021 a Berchtesgaden (41º).
Dalla stagione 2021-2022 si dedica al freestyle, specialità ski cross: in Coppa Europa ha esordito il 21 novembre nella Pitztal (6º), ha conquistato la prima vittoria il 17 dicembre successivo a Val Thorens e in quella stagione 2021-2022 ha vinto la classifica di specialità del circuito continentale. In Coppa del Mondo ha debuttato l'8 dicembre 2022 a Val Thorens e ha ottenuto la prima vittoria, nonché primo podio, il giorno seguente nella medesima località; ai Mondiali di Bakuriani 2023, sua prima presenza iridata, è stato 12º. Non ha preso parte a rassegne olimpiche.

## Palmarès

### Sci alpino

#### Coppa del Mondo
- Miglior piazzamento in classifica generale: 131º nel 2019

#### Coppa Europa
- Miglior piazzamento in classifica generale: 14º nel 2019
- 2 podi:
  - 2 terzi posti

#### Australia New Zealand Cup
- Miglior piazzamento in classifica generale: 10º nel 2019
- 1 podio:
  - 1 secondo posto

### Freestyle

#### Coppa del Mondo
- Miglior piazzamento nella Coppa del Mondo di ski cross: 7º nel 2023
- 2 podi:
  - 2 vittorie

##### Coppa del Mondo - vittorie
| Data             | Località    | Paese   | Specialità |
| ---------------- | ----------- | ------- | ---------- |
| 9 dicembre 2022  | Val Thorens | Francia | SX         |
| 21 dicembre 2022 | San Candido | Italia  | SX         |

Legenda:

SX = ski cross

#### Coppa Europa
- Vincitore della classifica di ski cross nel 2022
- 10 podi:
  - 9 vittorie
  - 1 terzo posto

##### Coppa Europa - vittorie
| Data             | Località             | Paese    | Specialità |
| ---------------- | -------------------- | -------- | ---------- |
| 17 dicembre 2021 | Val Thorens          | Francia  | SX         |
| 14 gennaio 2022  | Reiteralm            | Austria  | SX         |
| 15 gennaio 2022  | Reiteralm            | Austria  | SX         |
| 21 gennaio 2022  | Lenk                 | Svizzera | SX         |
| 5 febbraio 2022  | Grasgehren           | Germania | SX         |
| 12 marzo 2022    | Passo San Pellegrino | Italia   | SX         |
| 13 marzo 2022    | Passo San Pellegrino | Italia   | SX         |
| 26 marzo 2022    | Les Contamines       | Francia  | SX         |
| 20 novembre 2022 | Pitztal              | Austria  | SX         |

Legenda:

SX = ski cross

#### Campionati austriaci
- 1 medaglia:
  - 1 oro (ski cross nel 2023)